# Un anglès a Moscou
Un anglès a Moscou (Англичанин в Москве en rus) és un quadre del pintor rus Kazimir Malèvitx del 1914 que s'exposa actualment al Museu Stedelijk, a Àmsterdam.
El quadre va estar exposat al museu Tate Modern del 16 de juliol fins al 26 d'octubre de 2014.

## Descripció
El quadre mostra una escena concorreguda que consisteix en un home tapat parcialment per un peix blanc cridaner, una espasa i una espelma, i tota una col·lecció d'objectes, lletres i signes que podrien possiblement representar una parada del mercat de Moscou o un carrer concorregut del centre històric de la ciutat. Més enllà de la ubicació, el quadre és una sèrie de símbols amb significats singularment significatius per a l'artista.

## Anàlisi
Alguns teòrics i crítics creuen que Un anglès a Moscou és un apropament a la idea que res no és el que sembla en realitat; altres han suggerit que insinua que qualsevol cosa sempre n'amaga una altra. Cada símbol del quadre té un propòsit. Se sap que l'escala simbolitza l'assoliment d'una veritat o d'una perspectiva més alta, mentre que els símbols religiosos, l'espelma, l'església i la creu que fa l'espasa podrien simbolitzar la renovació de la fe. L'escrit a la part de baix del quadre és una paraula trencada que significa "cada hora", un símbol del temps. El peix és sovint associat al coneixement, i les imatges violentes com la serra, les tisores o l'espasa podrien representar el trencament de les mentides il·legibles i la informació confusa amb què s'ha alimentat l'ésser huma per tal de revelar el coneixement de la veritat.
En una ressenya d'una exposició dedicada a Kazimir Malèvitx a principis de la dècada dels 90, Michael Brenson va escriure un article pel New York Times:
“Malèvitx no volia ser natural, a diferència de molts artistes, que seguien la tradició de Monet o Van Gogh. [Malèvitx] No es va moure pas a pas de la natura a l'abstracció, com Mondrian. Ell volia anar més enllà de la natura i definir una nova realitat en què la part es fusionés amb el tot i les lleis humanes i còsmiques es combinessin. El seu suprematisme és un salt sobtat i un gran sotregueig.”